# 杭州地铁16号线
杭州地铁16号线，是杭州地铁网络中的一条线路，标识色为■升橙色。本线共有12座车站（其中高架站4个），东起于余杭区绿汀路站，西止于临安区九州街站，大致呈东西走向，全长35.12公里，全线于2020年4月23日开通。

## 历史
杭州地铁16号线的规划最早以杭州至临安城际铁路的名义出现在2011年编制完成的《杭州市轨道交通线网规划（修编）》中。根据该规划，本线始于3号线的汽车西站站，终于余杭区的中泰站。虽然名为杭临线，但线路并未进入临安境内。
2014年12月16日，国家发改委批复《浙江省都市圈城际铁路近期建设规划》。杭临城际铁路属于杭州都市圈城际铁路中，规划工程建设期为2015年至2019年，计划与5号线同步建成投用。根据该规划，本线始于余杭区的绿汀路站，终于临安区的玲三路站，共设9座车站。与工可方案不同，本线在该规划中余杭区段经过余杭街道中心区域，并在现今5号线老余杭站附近设站；临安城区段沿石镜街-玲珑山路敷设。

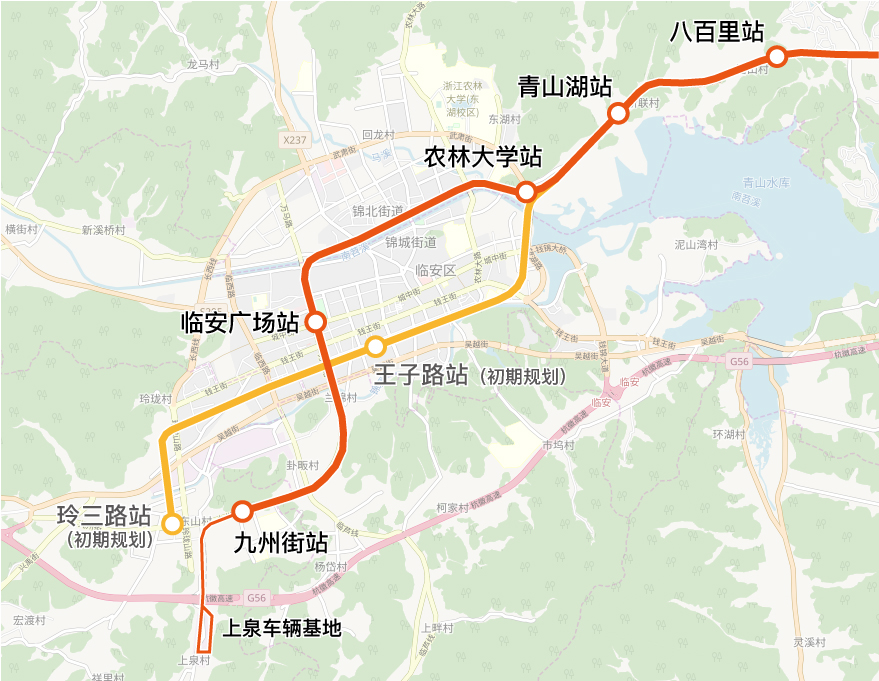
16号线建设时临安段更改的线路走向

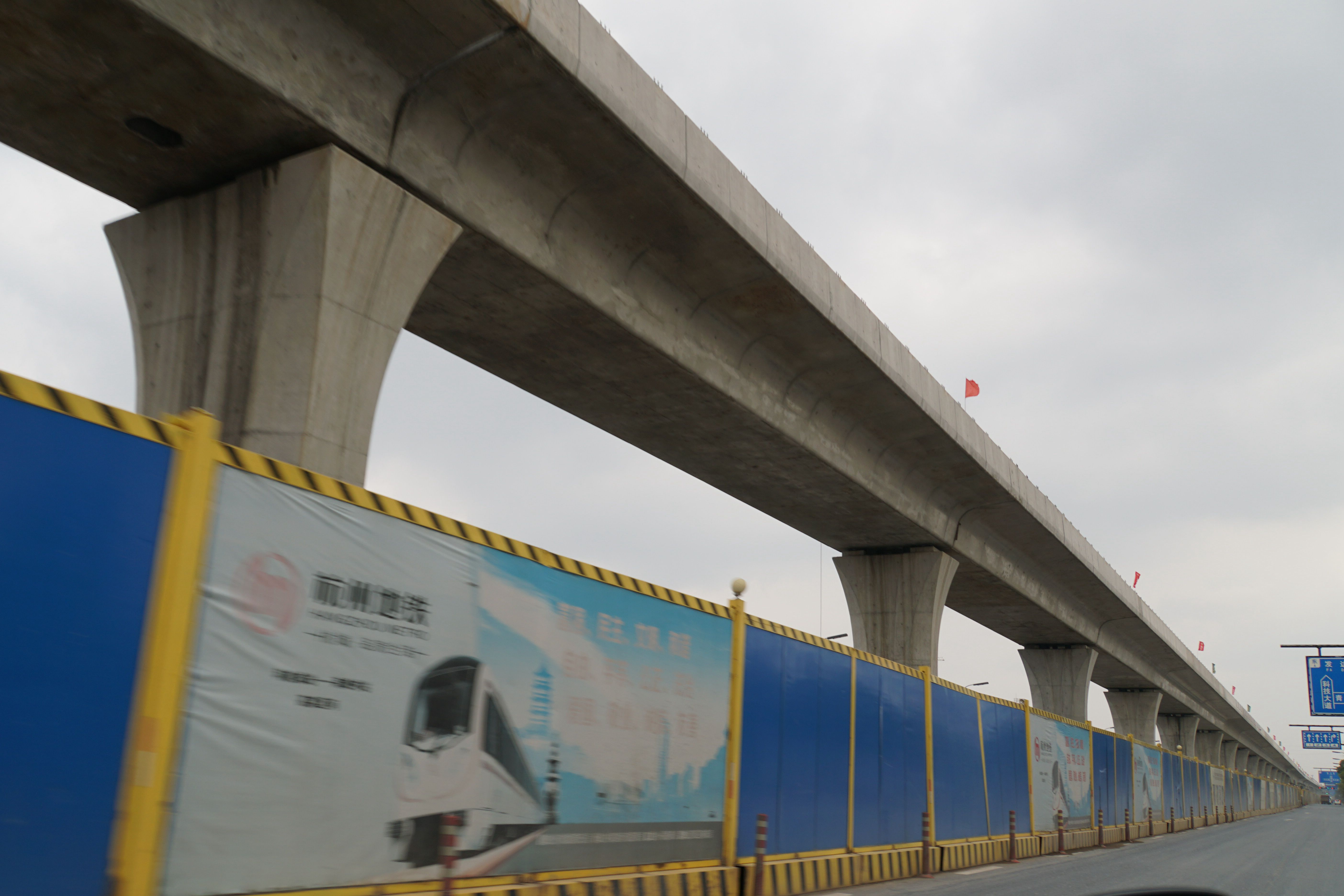
建设中的16号线高架区间，南峰到青山湖科技城区间

2016年8月25日，浙江省发改委批复《杭临城际铁路工程初步设计》。根据该规划，本线全长34.28公里，共设12座车站，其中地下车站5座，高架车站7座。余杭区段改沿东西大道-102省道敷设；临安区段改沿苕溪北街-万马路-九州街敷设。
本线曾设想与杭州地铁5号线贯通运营，并在育才北路站进行折返，但由于两线编组及运营主体不同，且两线系统运能不协调，最终定为两线于绿汀路站进行换乘。
2017年9月14日，根据《省发展改革委关于杭州至临安城际铁路工程初步设计变更的批复》，更改了青山湖站（工程名为高新园区站）-凤新路站的部分设计，将青山湖站由高架站改为地下站。2018年1月12日，根据《省发展改革委关于杭州至临安城际铁路工程余杭段初步设计变更的批复》，取消了余杭段的部分高架线，改为地下线，同时将中泰站和禹航路站由高架站改为地下站。
2019年8月15日，经市政府批复同意，本线正式更名为杭州地铁16号线。
2020年3月25日，16号线顺利通过试运营专家评审。

## 线路概况
杭州地铁16号线总长约35.12km，共设车站12座，平均站间距约3.13km，其中地下站8座，高架站4座。线路临安区境内长度20.7km，设站6座（地下站4座）；余杭区境内长度14.3km，设站6座（地下站4座）。线路设计最高运行速度120公里/小时，平均运行速度60公里/小时，单程约38分钟。线路列车采用B型车4辆编组、直流1500V架空接触网受电。于临安区上泉村设车辆综合基地一座，控制中心设于杭州地铁控制中心内，本工程采用 35kV 分散供电方案。

### 线路数据
- 营运里程：绿汀路 - 九州街：35.12km[1]
- 站数：12
- 轨距：1435mm
- 动力电源：1500V接触网供电
- 双线区间：全线
- 电气化区间：全线
- 地下区间：绿汀路站 - 中泰站西、青山湖站东 - 九州街站
- 高架区间：南湖站东 - 八百里站西
- 地面区间：九州街站西 - 上泉车辆基地
- 最长区间：青山湖科技城 - 南峰，长5366m

### 车站信息
| 中文站名     | 里程 （千米） | 换乘路线        | 所在地 | 站台形式       | 启用日期      |
| ------------ | ------------- | --------------- | ------ | -------------- | ------------- |
| 九州街       | 0             | —               | 临安区 | 地下二层岛式   | 2020年4月23日 |
| 临安广场     | 3.68          | —               | 临安区 | 地下二层岛式   | 2020年4月23日 |
| 农林大学     | 7.77          | —               | 临安区 | 地下二层岛式   | 2020年4月23日 |
| 青山湖       | 9.75          | —               | 临安区 | 地下二层岛式   | 2020年4月23日 |
| 八百里       | 12.17         | —               | 临安区 | 高架三层岛式   | 2020年4月23日 |
| 青山湖科技城 | 16.76         | —               | 临安区 | 高架三层岛式   | 2020年4月23日 |
| 南峰         | 22.13         | —               | 余杭区 | 高架二层岛式   | 2020年4月23日 |
| 南湖         | 24.21         | —               | 余杭区 | 高架二层岛式   | 2020年4月23日 |
| 中泰         | 27.27         | —               | 余杭区 | 地下二层岛式   | 2020年4月23日 |
| 禹航路       | 29.89         | —               | 余杭区 | 地下二层岛式   | 2020年4月23日 |
| 凤新路       | 32.06         | —               | 余杭区 | 地下二层岛式   | 2020年4月23日 |
| 绿汀路       | 34.41         | █ 3号线 █ 5号线 | 余杭区 | 地下三层双岛式 | 2020年4月23日 |

### 线路走向

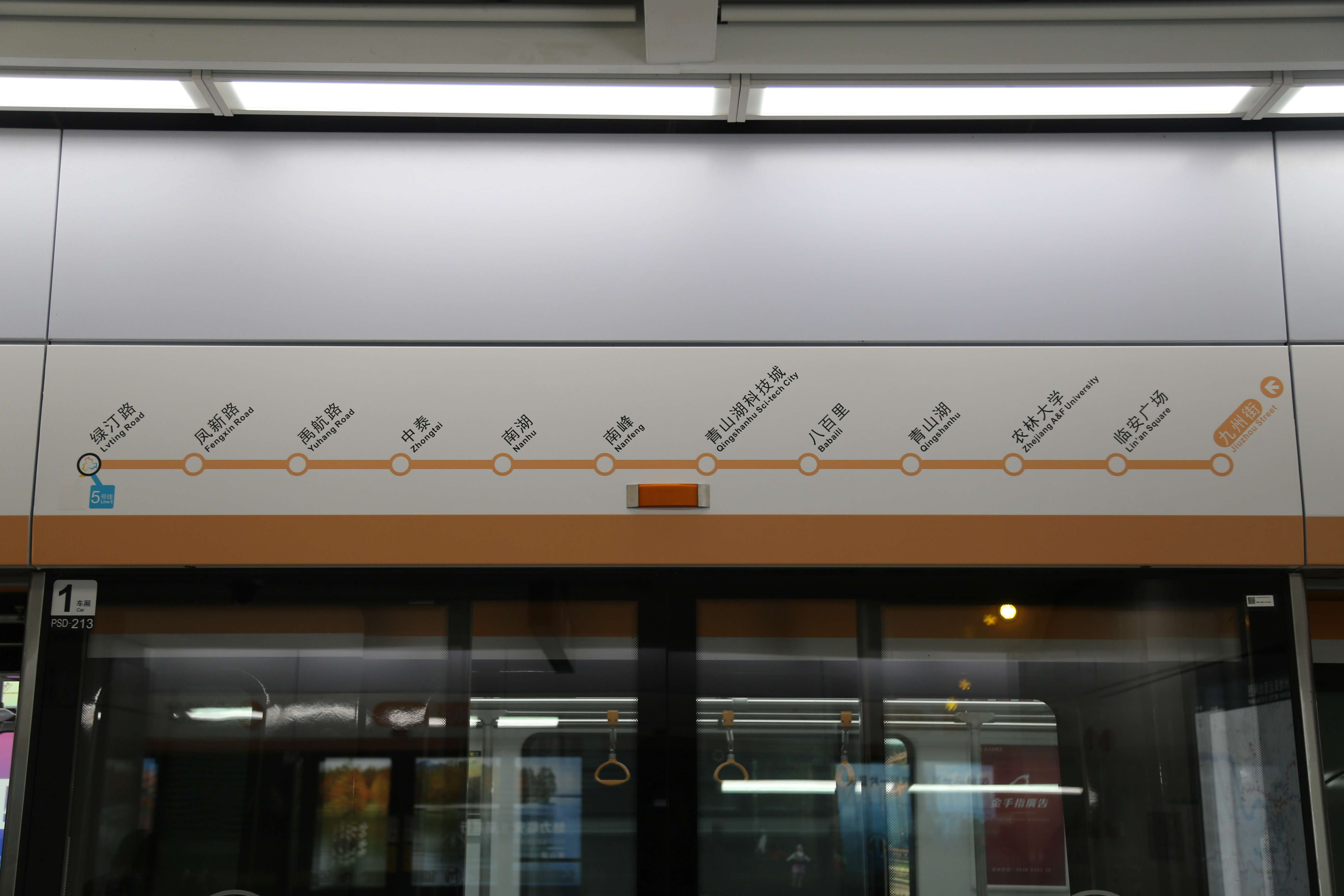
16号线线路图，摄于九州街站

线路起于临安区锦南新城九州街，在区文体中心前设九州街站，以地下形式沿九州街向东走行，之后向北拐入万马路延长线，过吴越街路口沿万马路北行，于城中街路口设临安广场站，出站后线路继续沿万马路北行，穿越万马路及苕溪南路东南象限地块及南苕溪后拐入苕溪北路沿路向东直行，斜穿东湖路与苕溪北路东侧地块后在线路与环城北路交汇处设农林大学站，出站后线路下穿科技大道并沿路南侧敷设，于高新技术产业园内科技大道与平湖路西南象限交叉口设青山湖站，之后线路继续沿科技大道南侧走行，敷设方式由地下逐渐转为高架，并在陈市线东侧设八百里站，在西环路路口前拐入路中，在青山科技城临石路路口东侧设青山湖科技城站，并在南苕溪临余桥以南两跨南苕溪后进入余杭区。
线路沿102省道北侧绿化带向东走行，在规划南湖小镇片区，现南峰村设南峰站，在跳头村设南湖站后进入地下，在杭泰路路口东侧绿化带设中泰站，在城东路路口设禹航路站，之后下穿余杭收费站匝道后向北拐入东西大道，沿道路走行，在规划凤新路路口设凤新路站，出站后线路绕过青枫墅园转入规划水乡北路，线路终于绿汀路站，在此与3号线平行双岛同站台换乘，与5号线叠落平行换乘。

## 设计
16号线装修风格为“光耀杭城”，车站空间以科技文化元素为主题设计。
16号线各站站台显示屏除了实时显示列车到站信息之外，还能显示当前列车各车厢的拥挤程度。拥挤程度由低到高依次以绿色、黄色、红色表示。此为杭州地铁线路内首次引入该系统。
另外在南湖站、南峰站、青山湖科技城站及八百里站四个高架车站站台设有空调候车室，以提供更舒适便捷的乘坐体验。

## 换乘车站
目前运营、在建以及规划共有以下个车站可以换乘其他地铁线路
- 绿汀路站 - 与 █ 3号线、 █ 5号线换乘

## 使用列车
- 厂商型号：杭州地铁PM133型地铁列车
- 列车外观设计： 西班牙 LKS Diara 工业设计有限公司
- 列车整体设计： 中国 中车南京浦镇车辆有限公司
- 制造厂商：中车南京浦镇车辆有限公司
- 制造年份：2019 ~ 2020
- 外观特征：列车采用鼓形车体设计，以黑、白、浅橙为主色调；侧边顶部和中部各有一条浅橙色的细色带。
- 车体材质：铝合金车体
- 列车编组：4节市域B型编组（3M1T，TMc+Mp+Mp+TMc）
- 车体尺寸：长：19 m × 宽：2.88 m × 高：3.8 m
- 车门宽度：1.4 m
- 供电制式：架空接触网供电，DC 1500 V
- 最高运营速度：120 km/h
- 额定载客量：958人
- 极限载客量：1356人
- 电气牵引系统：
  - ABB电气原设计 / 广州神铁牵引设备代工生产 AMXM280-SBIMC2AF04 型 鼠笼式三相异步交流牵引电动机（额定功率：210 kW，3×4台）
  - 株洲中车时代电气制 TGN-66E 型 IGBT-VVVF（1C2M1群方式控制，2×2+2组）
  - 株洲中车时代电气制 t Power-AA6 (JR38) 型 IGBT-SIV（工频扩展供电方式，2台）
- 转向架：中车南京浦镇车辆制 PW-120E-Ⅰ 型无摇枕式抗蛇行空气弹簧转向架（4×2台）
- 设施特征：列车转向架设有抗侧滚扭杆；车头设有红色LED屏显示终到站，车厢连接处设有LED滚动字幕屏，车门上设有42.7寸LCD屏幕路线图。

- PM133型列车于北京环行铁道试验
- PM133型列车外观
- PM133型列车车厢内饰
- PM133型列车车门上方的LCD屏幕动态线路图

## 建设年表
- 2016年1月4日，位于南峰站至青山湖科技城站之间的试验段开工。该段长2.78公里，全部为高架线路。
- 2019年3月25日，杭州市人民政府了批复杭州至临安城际铁路工程车站的站名，其中有8个站名与工程名不同。[19]
- 2019年4月29日，列车运抵上泉车辆段[20]，并计划更名为杭州地铁16号线[21]。
- 2020年4月23日，全线与5号线一起投入运营。